# Ясиноватая
Ясинова́тая (укр. Ясинувата) — город областного значения в Донецкой области Украины. Административный центр Ясиноватского района (не входит в его состав). Входит в Донецкую агломерацию. В 2014—2022 годах город находился под контролем Донецкой Народной Республики, подконтрольной России. В сентябре 2022 года был аннексирован Россией.

## История
Город основан в 1872 году как пристанционное селение в связи со строительством железной дороги Константиновка—Александровка, соединившей Юзовский металлургический завод с Курско-Харьковско-Азовской железной дорогой и районом Еленовки. Станция и посёлок при ней получили название от ближайшего села Ясиноватой. В 1879 году проложена ветка до Енакиева, в 1883 году — до Макеевки, в 1885 году — до Синельникова, в 1893 году — до Мушкетова. К началу XX века численность населения Ясиноватой составила около 800 человек, работали паровая мельница, 10 торговых заведений, училище, школа.
В начале XX века станция превратилась в важный железнодорожный узел. В 1926 году Ясиноватая была отнесена к категории посёлков городского типа. Тут проживало около 3 тыс. человек. Были сооружены водопровод, клуб железнодорожников. В годы первых пятилеток железнодорожный узел реконструирован. В 1937 году в городе образовано управление Южно-Донецкой железной дороги. К 1939 году длина станционных путей достигла 147 км, построены новые паровозное и вагонное депо, сортировочные горки. Ясиноватая стала одной из крупнейших узловых станций страны. В посёлке вырос жилой городок железнодорожников. Были построены железнодорожная больница и поликлиника. Работали рабфак, 4 школы, школа рабочей молодёжи. По переписи 1939 года, в Ясиноватой проживало 16 410 чел. В 1938 году Ясиноватая стала городом районного подчинения.
Во время Великой Отечественной войны 22 октября 1941 года советские органы и войска оставили город, Ясиноватая была оккупирована немецкими войсками. Оккупация продолжалась до 7 сентября 1943 года, когда город был освобождён от немецких войск войсками Южного фронта в ходе Донбасской операции:
- 5-й ударной армии в составе: 31-го гв. ск (генерал-майор Утвенко, Александр Иванович) в составе: 4-й гвардейской сд (полковник Никитин, Сергей Иванович), 34-й гвардейской сд (полковник Брайлян, Филипп Васильевич)[8].

Войскам, участвовавшим в освобождении Донбасса, в ходе которого они овладели Ясиноватой и другими городами, приказом Верховного Главнокомандующего И. В. Сталина от 8 сентября 1943 года объявлена благодарность и в Москве дан салют 20-ю артиллерийскими залпами из 224 орудий.
После освобождения разрушенный город стал быстро восстанавливаться.
В 1946 году началось строительство машиностроительного завода, который в 1949 году произвёл первую продукцию. В 1953 году завершено сооружение основных цехов. Завод стал выпускать башенные краны, стрелочные переводы, горнопроходческие комбайны, дробилки и другое. В 1950-х годах построены завод железобетонных изделий, цех метлахских плиток. К 1965 году осуществлена электрификация основных направлений Ясиноватского отделения Донецкой железной дороги.
В 1972 году по случаю 100-летия город Ясиноватая был награждён Почётной Грамотой Верховного Совета УССР. В 1976 году Ясиноватая получила статус города областного подчинения.
В городе Ясиноватая работали П. Ф. Кривонос, В. И. Приклонский, Н. В. Брыкалов, будущий генерал В. М. Лавский. Уроженцами города были народные артисты СССР Н. О. Гриценко, В. И. Ковтун, учёный, лауреат Ленинской премии О. Ф. Любченко, Герои Советского Союза Е. М. Берёзовский, М. А. Ралдугин, Герои Социалистического Труда И. П. Одыныця и Н. Д. Губенко, заслуженный тренер РСФСР В. С. Марьенко.
На территории города функционируют около 265 предприятий разных форм собственности. Наибольшие из них — предприятия железнодорожного узла и основанный в 1947 году Ясиноватский машиностроительный завод, выпускающий горнодобывающую технику.
В 1997 году была утверждена символика города — его герб и флаг, а также установлен памятный знак основателям города.
В 2014—2016 годах в городе происходили ожесточённые бои во время войны на востоке Украины.

## География
Расположен в центральной части области в верховьях рек Кальмиус и Кривой Торец. На южной окраине города в Кальмиус (Верхнекальмиусское водохранилище) с восточной стороны вливается канал Северский Донец — Донбасс. Возле водохранилища расположена Донецкая фильтровальная станция.
Соседние населённые пункты по сторонам света
С: Василевка (Ясиноватского района), Верхнеторецкое
СЗ: Крутая Балка
СВ: Василевка (Макеевского горсовета), Лебяжье, Красный Партизан
З: Каштановое
В: Землянки, Ясиновка
ЮЗ: Спартак
ЮВ: Макеевка (ниже по течению Кальмиуса)
Ю: Минеральное, Яковлевка, город Донецк (ниже по течению Кальмиуса)

## Население
Количество на начало года.
| Год  | Количество жителей |
| ---- | ------------------ |
| 1885 | 690                |
| 1923 | 1 554              |
| 1927 | 2 902              |
| 1939 | 16 432             |
| 1959 | 31 673             |
| 1964 | 33 000             |
| 1970 | 37 370             |
| 1979 | 36 411             |
| 1989 | 39 354             |
| 1992 | 39900              |
| 1994 | 40 000             |
| 1998 | 38 800             |
| 2002 | 37 552             |
| 2003 | 37 207             |
| 2004 | 36 958             |
| 2005 | 36 867             |
| 2006 | 36 918             |
| 2007 | 36 855             |
| 2008 | 36 579             |
| 2009 | 36 422             |
| 2010 | 36 236             |
| 2011 | 35 990             |
| 2012 | 35 843             |
| 2013 | 35 836             |
| 2014 | 35 701             |
| 2015 | 35 303             |

Рождаемость — 8,1 на 1 000 человек, смертность — 18,8, естественная убыль — −10,7, сальдо миграции положительное (+3,9 на 1 000 человек).
Рейтинг города (по численности населения) по состоянию на 1 января 2015 года:
| Место в бывшем СССР | Место на Украине | Место в области |
| ------------------- | ---------------- | --------------- |
| 810                 | 114              | 17              |

Национальный состав города, по данным переписи населения 2001 года
| N | Национальность | Количество | Уд. вес (%) |
| - | -------------- | ---------- | ----------- |
| 1 | Украинцы       | 25 417     | 68,88       |
| 2 | Русские        | 10 608     | 28,75       |
| 3 | Белорусы       | 234        | 0,63        |
| 4 | Армяне         | 151        | 0,41        |
|   | Всего          | 36 903     | 100,00      |

### Языковой состав
Родной язык населения по данным переписи 2001 года:
| Язык       | Численность, чел. | Доля     |
| ---------- | ----------------- | -------- |
| Украинский | 10 018            | 27,15 %  |
| Русский    | 26 734            | 72,44 %  |
| Другие     | 151               | 0,41 %   |
| Итого      | 36 903            | 100,00 % |

## Промышленная и транспортная инфраструктура

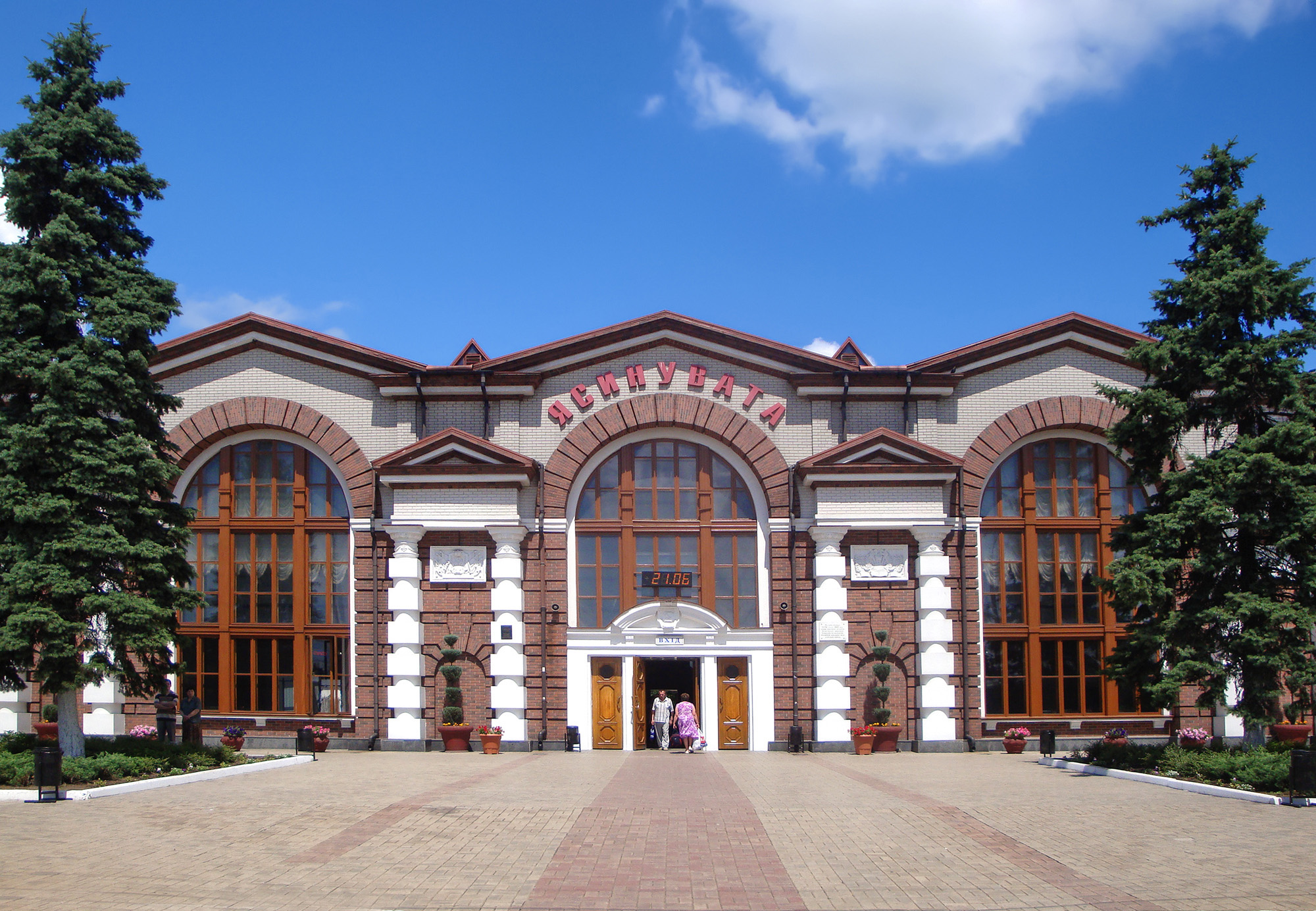
Вокзал станции Ясиноватая-Пассажирская

Расположен на автодороге Донецк-Харьков, в узле железных дорог (железнодорожная станция Ясиноватая). Крупный железнодорожный узел. Расстояние до Донецка: по автодорогам — 12 км, по ж/д — 12 км. Расстояние до Киева: по автодорогам — 739 км, по ж/д — 854 км.
Предприятия железнодорожного транспорта, стройматериалов. Мукомольный завод и хлебозавод (построены в 1927 году). Около 40 % общего количества занятых в народном хозяйстве трудятся на транспорте, 10 % — в промышленности.
Объём промышленного производства составлял 98 млн. гривен (на 1 жителя — 2 651 грн.), индекс промышленной продукции — 31,4 % в 2003 году к 1990 году. Выбросы вредных веществ в 2003 году в атмосферный воздух от источников загрязнения города — 1,1 тыс. тонн.
C 16 октября 2015 года от станции Ясиноватая через Донецк-2 в Россию (станция Успенская) ходит ежедневный пассажирский дизель-поезд.
с 1 марта 2016 года от станции Ясиноватая начал ходить пассажирский поезд сообщением Донецк — Луганск

## Финансы
Доход бюджета города в 2004 году составил 13 318,3 тыс. гривен, из них перечислил в государственный бюджет Украины 3 368,6 тыс. гривен. Бюджет города в 1976 году — 495,5 тыс. рублей, в том числе на здравоохранение расходовалось 151,9 тыс. рублей, на благоустройство — 260,5 тыс. рублей, культурные мероприятия — 61,1 тыс. рублей.
Экспорт товаров в 2003 году — 4,5 млн долларов США. Объём произведённых услуг в 2003 году — 121,7 млн гривен. Коэффициент безработицы — 2,3 %. Среднемесячная зарплата в 2003 году — 635 гривен.

## Образование
В Ясиноватой работают 1 техникум, 4 училища, 7 общеобразовательных школ, 1 музыкальная школа, 1 школа-интернат и 1 спортивная школа.

### Техникум
1. Ясиноватский строительный техникум транспортного строительства (ЯСТТС)

### Училища
1. Ясиноватский техникум машиностроения и транспорта
2. Ясиноватский профессиональный строительный лицей № 24 (ул. Фестивальная)
3. Ясиноватская техническая школа

### Школы
1. Ясиноватская общеобразовательная школа I—III ступеней № 1
2. Ясиноватская общеобразовательная школа І—ІІ ступеней № 2[22]
3. Ясиноватская общеобразовательная школа I—III ступеней № 3
4. Ясиноватская общеобразовательная школа I—II ступеней № 4
5. Ясиноватская общеобразовательная школа I—II ступеней № 5[23]
6. Ясиноватская общеобразовательная школа I—III ступеней № 6[24]
7. Ясиноватская общеобразовательная школа I—II ступеней № 7
8. Ясиноватская общеобразовательная школа-интернат для детей больных сколиозом I—II ступеней
9. Детско-юношеская спортивная школа (ДЮСШ)
10. Ясиноватская школа искусств

## Достопримечательности
- Железнодорожный вокзал ст. Ясиноватая;
- Дом науки и техники (пл. Ленина);
- Дом детского и юношеского творчества (ул. Молодёжная);
- Райавтодор (ул. Орджоникидзе);
- Дорожная больница № 2 (ул. Орджоникидзе).

## Микрорайоны и части города
- Микрорайон «Центральный»
- Квартал «Молодёжный»
- Микрорайон «Зорька»
- Кварталы 55, 100, 102, 103
- Соцгород
- Микрорайон 3-й
- Посёлок «Первомайка»
- Посёлок имени XVIII партсъезда
- Посёлок Карьер
- Посёлок Северный
- Посёлок Зорька
- Посёлок Пионерлагерь
- Ж/д часть города

## Социальная сфера
В городе функционируют 3 больницы (188 врачей, 390 медицинских работников среднего медицинского образования), 8 школ (4 000 учеников, 300 педагогов), 11 детсадов (1 300 детей), 3 ПТУ (1 500 учащихся), 2 дворца культуры, 9 из 20 библиотек (300 000 экземпляров книг).
Культурная деятельность города представлена танцевальными, вокально-инструментальными, спортивными секциями. Во дворце культуры железнодорожников реализуют свой творческий потенциал многие танцевальные коллективы: образцовый ансамбль современного танца «Вдохновение», студия современного танца «DANCE 4 YOU», образцовый ансамбль эстрадного танца «Молодость» и многие другие.

## Религия
В Ясиноватой расположен центр Ясиноватского благочиния Донецкой епархии Украинской православной церкви Московского патриархата — храм в честь святых первоверховных апостолов Петра и Павла, а также другие храмы входящие в это благочиние: Свято-Николаевский, Свято-Владимирский и часовня Святой мученицы Людмилы.